# De koningin van de Amazonen met Theseus
De koningin van de Amazonen met Theseus (Franse titel: L'Ambassade qu'Hippolyte, la reine des Amazones envoie à Thésée, roi d'Athènes) is een schilderij van Vittore Carpaccio dat hij omstreeks 1495 maakte. Sinds 1893 maakt het deel uit van de collectie van het Musée Jacquemart-André in Parijs.

## Herkomst
Omdat er weinig werken van Carpaccio op openbare verkopen terecht komen, kan met redelijke zekerheid gesteld worden dat dit schilderij zich in 1818 in Verona bevond en later in bezit kwam van de Oostenrijkse verzamelaar Hermann Sax. Op 6 december 1893 kochten Édouard André en Nélie Jacquemart het voor een aanzienlijk bedrag. In 1912 lieten zij hun gehele collectie na aan het Institut de France. Het paneel wordt bewaard in hun voormalige herenhuis, het huidige Musée Jacquemart-André.

## Voorstelling
Het schilderij is gebaseerd op Teseida van Giovanni Boccaccio. In boek I van dit lange epos wordt verteld hoe de vrouwen van Scythië, het land van de Amazonen, in opstand komen en Ipolita tot hun koningin kiezen. De Atheense koning Theseus lanceert hierop een strafexpeditie. Die eindigt in een overwinning voor de koning en een akkoord waarin Ipolita belooft met hem te trouwen.
Op zijn schilderij laat Carpaccio zien hoe koningin Ipolita met haar gevolg bij koning Theseus in Athene aankomt.  De kunstenaar maakte van de episode een hoofse scene uit zijn eigen tijd, zoals onder meer blijkt uit de kleding van de Amazonen. De linkerkant van het schilderij wordt bepaald door de rechte lijnen van het paleis, terwijl op de andere helft gebogen lijnen domineren. Ipolita rijdt aan het hoofd van de stoet met een landschap van groene heuvels op de achtegrond. Haar helm wordt versierd door een grote draak. Carpaccio veroorloofde zich ook enkele vrijheden, zo is Theseus als een oude man met een lange witte baard weergegeven, plechtig gezeten op een troon op een podium versierd met wandtapijten. Helemaal links zijn een schrijver achter een lessenaar en een windhond te zien. 